# Tyrone Guthrie
Sir William Tyrone Guthrie (* 2. Juli 1900 in Tunbridge Wells, Kent, England; † 15. Mai 1971 in Newbliss, County Monaghan, Irland) war einer der bedeutendsten Theaterregisseure und Theaterdirektoren des 20. Jahrhunderts.

## Leben
Tyrone Guthrie wurde als Sohn von Dr. Thomas Guthrie und Norah Power geboren. Seine Schwester Susan Margaret heiratete seinen engen Freund Hubert Butler, der wichtige Texte für Guthries Produktion von Anton Tschechows Cherry Orchard, 1934 erstmals hierfür ins Englische übersetzte. Er studierte an der Universität Oxford, wo er sich aktiv am Studententheater engagierte und für eine Saison am neu errichteten Oxford Playhouse arbeitete. 1924 wechselte Guthrie zur BBC in Belfast als Rundfunksprecher und begann Stücke für den Rundfunk zu produzieren. Vorübergehend inszenierte für ein Jahr für die Scottish National Players, bevor er zum BBC zurückkehrte, um einer der ersten Verfasser von Theater-Hörspielen zu werden.
Seine Karriere als berühmter Theaterregisseur begann in Glasgow (1926–1928), Cambridge (1929–1930) und ab 1931 in London. Als Direktor und Regisseur an Londons Old Vic und Sadler’s Wells Theatre, entwickelte er sein besonderes Interesse für Shakespeares Dramen und für die Oper. In den 1940er Jahren begann er unter kritischer Anerkennung vermehrt Opern zu inszenieren, einschließlich einer realistischen Carmen im Sadler’s Wells Theatre und der Metropolitan Opera in New York City. Ab 1953 leitete er für vier Jahre das neu gegründete Festival-Theater, im kanadischen Stratford, das einen richtungsgebenden Einfluss auf die Entwicklung der Theaterszene in Kanada hatte. In dieser Zeit wirkte er auch an dem Dokumentar-Kurzfilm The Stratford Adventure von 1954 mit. 1956 gewann er den Tony Award als bester Regisseur für Thornton Wilders The Matchmaker. 1961 wurde er von der britischen Königin Elisabeth II. zum Knight Bachelor geschlagen. 1963 gründete er das Guthrie Theater in Minneapolis, das sich an das Modell des Theaters in Stratford anlehnte.
Im Vorwort zu seiner Biographie schrieb James Forsyth: „Er gelangte schließlich zu dem berechtigten Anspruch für den Titel des wichtigsten englischen Theater-Regisseur seiner Zeit.“
Guthrie kehrte in seinen späten Jahren mit seiner Frau aus England in die irische Heimstatt zurück, wo er als Kind seine Ferien verbracht hatte. Er starb 1971 im Alter von 70 Jahren in seinem Haus in Newbliss in Irland. Nach seinem Tod im Jahr 1971 hinterließ er sein Haus dem irischen Staat mit der Auflage, aus den Gebäuden ein Künstlerzentrum, das „Tyrone Guthrie Centre“ bei Newbliss, zweieinhalb Autostunden nördlich von Dublin entfernt, zu machen. Das Zentrum wurde im Jahr 1981 eröffnet.

## Eigene Schriften
- Theatre Prospect. 1932.
- A New Theatre. 1963.
- Tyrone Guthrie on Acting. 1971, ISBN 0-289-70085-X.
- In Various Directions. 1979 (New Edition), ISBN 0-313-21224-4.
- Life in the Theatre. 1987 (New Edition), ISBN 0-86287-381-9.